# Vytautas Parčiauskas
Vytautas Parčiauskas (* 1934 in Kaunas) ist ein litauischer Ingenieur, Architekt und sowjetlitauischer Politiker, Vizeminister.

## Leben
Nach dem Abitur an der Mittelschule in Sowjetlitauen   absolvierte Vytautas Parčiauskas 1952–1958 das Diplomstudium am Kauno politechnikos institutas.     1958–1959 arbeitete er als leitender Ingenieur und 1959–1967 als Leiter einer Abteilung bei Mokslinės restauracinės gamybinės dirbtuvės.    1985–1990 war er stellv. Chef bei Statybos reikalų komitetas und dann Stellvertreter des Bauministers am Bauministerium der Litauischen SSR.    1990–1992 leitete er das Design-Institut als Direktor.    1992–1998 war er leitender Architekt bei Litimpex bankas.

## Auszeichnungen
- 1976: Preis vom Ministerrat Sowjetlitauens
- 1984: Verdienter Architekt